# Distretti regionali della Columbia Britannica
Un distretto regionale è una suddivisione censuaria della Columbia Britannica. La provincia è suddivisa in 28 distretti regionali, che hanno potere limitato e non hanno tutti seggi elettorali: per questo motivo non sono paragonabili a suddivisioni come le contee statunitensi o inglesi.

## Lista
| Nr. | Distretto regionale    | Superficie (km²) | Abitanti  | Capoluogo     |
| --- | ---------------------- | ---------------- | --------- | ------------- |
| 1   | Alberni-Clayoquot      | 6.630,46         | 30.345    | Port Alberni  |
| 2   | Bulkley-Nechako        | 73.419,01        | 40.856    | Burns Lake    |
| 3   | Capitale               | 2.341,11         | 325.754   | Victoria      |
| 4   | Cariboo                | 80.625,97        | 65.659    | Williams Lake |
| 5   | Central Coast          | 24.559,50        | 3.781     | Bella Coola   |
| 6   | Central Kootenay       | 22.130,71        | 57.019    | Nelson        |
| 7   | Central Okanagan       | 2.904,00         | 147.739   | Kelowna       |
| 8   | Columbia-Shuswap       | 29.003,30        | 48.219    | Salmon Arm    |
| 9   | Comox-Strathcona       | 20.015,45        | 96.131    | Courtenay     |
| 10  | Cowichan Valley        | 3.473,12         | 71.998    | Duncan        |
| 11  | East Kootenay          | 27.560,48        | 56.291    | Cranbrook     |
| 12  | Fraser Valley          | 13.346,94        | 237.550   | Chilliwack    |
| 13  | Fraser-Fort George     | 51.083,73        | 95.317    | Prince George |
| 14  | Metro Vancouver        | 2.878,52         | 1.986.965 | Burnaby       |
| 15  | Kitimat-Stikine        | 91.910,63        | 40.876    | Terrace       |
| 16  | Kootenay Boundary      | 8.095,62         | 31.843    | Trail         |
| 17  | Mount Waddington       | 20.288,40        | 13.111    | Port McNeill  |
| 18  | Nanaimo                | 2.034,94         | 127.016   | Nanaimo       |
| 19  | North Okanagan         | 7.512,58         | 73.227    | Coldstream    |
| 20  | Northern Rockies       | 85.151,45        | 5.720     | Fort Nelson   |
| 21  | Okanagan-Similkameen   | 10.413,44        | 76.635    | Penticton     |
| 22  | Peace River            | 119.200,10       | 55.080    | Dawson Creek  |
| 23  | Qathet                 | 5.092,06         | 19.765    | Powell River  |
| 24  | Skeena-Queen Charlotte | 19.716,14        | 21.693    | Prince Rupert |
| 25  | Squamish-Lillooet      | 16.353,68        | 33.011    | Pemberton     |
| 26  | Stikine                | 132.496,20       | 1.316     | -             |
| 27  | Sunshine Coast         | 3.778,17         | 25.599    | Sechelt       |
| 28  | Thompson-Nicola        | 44.476,73        | 119.222   | Kamloops      |

## Distretti regionali storici
- Distretto regionale di Dewdney-Alouette
- Distretto regionale di Central Fraser Valley
- Distretto regionale di Fraser-Cheam